# Nikki Hudson
Nikki Hudson, född 6 juli 1976 i Rockhampton i Queensland, är en australisk landhockeyspelare.
Hon tog OS-guld i damernas landhockeyturnering i samband med de olympiska landhockeytävlingarna 2000 i Sydney.